# موظف خدمة العملاء
ممثل خدمة العملاء، أو موظف خدمة العملاء، وكلاء خدمة العملاء، أو شركاء خدمة العملاء، أو ما يعرف بالإنجليزية (Call Center) هم موظفون يتفاعلون مع العملاء للتعامل معهم وحل المشكلات ومعالجة الأوامر وتقديم معلومات حول منتجات وخدمات المنظمة، أو تجارة التجزئة بالمحلات. يجيب ممثلو خدمة العملاء على الأسئلة أو الطلبات المقدمة من العملاء أو الجمهور. عادةً ما يقدمون الخدمات عبر الهاتف في مكتب من مركز اتصالات، لكن بعضهم يتفاعل مع العملاء وجهًا لوجه، عبر االبريد الإلكتروني أو الرسائل النصية، عبر الدردشة المباشرة، وعبر وسائل التواصل الاجتماعي.
يعمل موظف أو مسؤول خدمة العملاء ومن يُسمى باللغة الإنجليزية "Customer Service" بشكل رئيسي على تحقيق مستوى رضا العملاء وتعزيز هذا المستوى إلى أقصى قدر ممكن فهو من يلعب الدور الأبرز في جعل العملاء يشعرون بالرضا حيال المنتجات والخدمات التي تقدمها الشركة لهم.

## المهارات والمؤهلات الشخصية والوظيفية

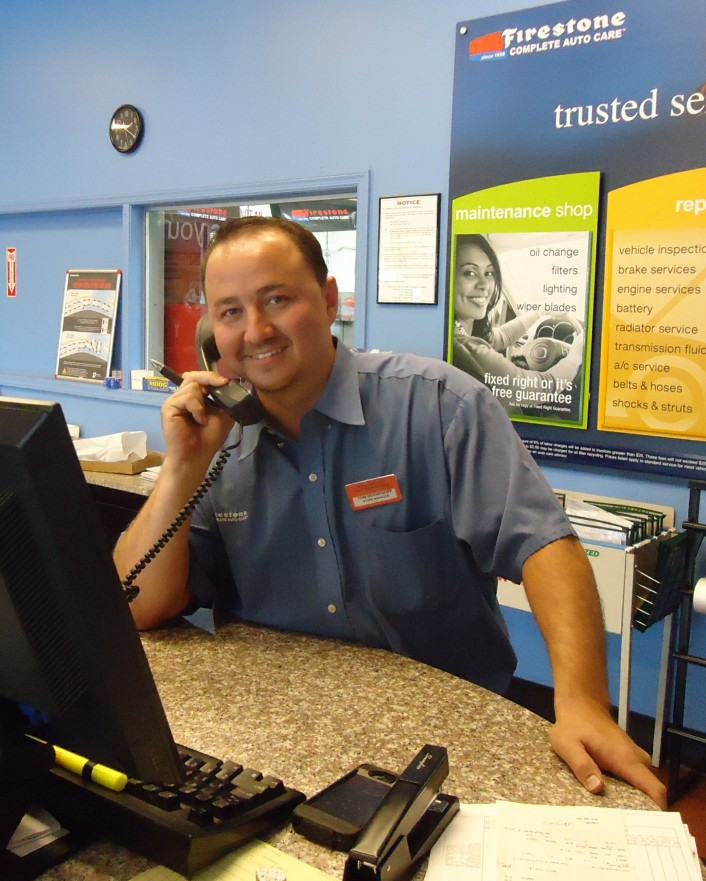
موظف خدمة عملاء عن طريق الهاتف

### الشهادة العلمية والخبرة
للالتحاق بالوظيفة يجب الحصول على شهادة جامعية في إحدى التخصصات ذات الصلة لكن مع ضرورة امتلاك خبرة شاملة وواسعة في المجال الذي تنتمي إليه الشركة التي يعمل بها موظف خدمة العملاء مثل شركات الإتصالات وما يسمي بالدورات التدريبية لتعلم اللغات المختلفة للالتحاق بهم.

### المهارات الشخصية
يجب أن يتحلى موظف خدمة العملاء الماهر بما يلي من المهارات والكفاءات حتى يستطيع تلبية احتياجات العملاء على أكمل وجه:
- شخصية قوية وجذابة .
- مهارات تقنية وتكنولوجية جيدة .
- اللباقة في التعامل مع الناس والعملاء .
- الإلمام بجميع المعلومات الكافية التي تتعلَّق بالمنتجات والخدمات التي تقدمها المؤسسة للقدرة على الرد على جميع استفسارات العملاء .
- قد يُساعد الاستمرار في مناداة العميل باسمه على جذب انتباه .
- الحيادية والموضوعية والعمل بإخلاص من أجل العمل بشكل إيجابي يحقق أهداف الشركة ومصلحة العميل في وقت واحد .
- القدرة على ضبط النفس أثناء التعامل والتواصل مع عملاء يشعرون بالغضب .
- مستوى جيد جدًا في استخدام أنظمة الـ (CRM أي Customer Relations Management) وهي أنظمة إدارة علاقات العملاء .
- مهارات التوثيق وتسجيل البيانات .
- مهارات الرد على الهاتف بطريقة احترافية .
- مهارات التفاوض .
- مهارات ممتازة في استخدام الحاسوب .
- مهارات تحديد الأولويات .
- مهارات التأثير والإقناع .
- مهارات التعاون مع فريق العمل .
- مهارات إدارة وتنظيم الوقت .
- مهارات الإصغاء والاستماع .
- مهارات التواصل الفعال .

### المهارات الذهنية
تنحصر وظيفة موظف خدمة العملاء على تلبية احتياجات العملاء بشكل يتوافق مع توقعاتهم، عبر تقديم خدمات ذات جودة عالية ينتُج عنها رضا العملاء ممَّا يُولِّد القدرة على جذب واستقطاب المزيد من العملاء الجدد والعملاء المحتملين والعملاء الدائمين. غالبًا ما يتمتع الممثلون ببعض الخبرة في برامج المكتب، وهذا لا يساعد علي تحقيق رضي العميل.

## اساسيات التواصل

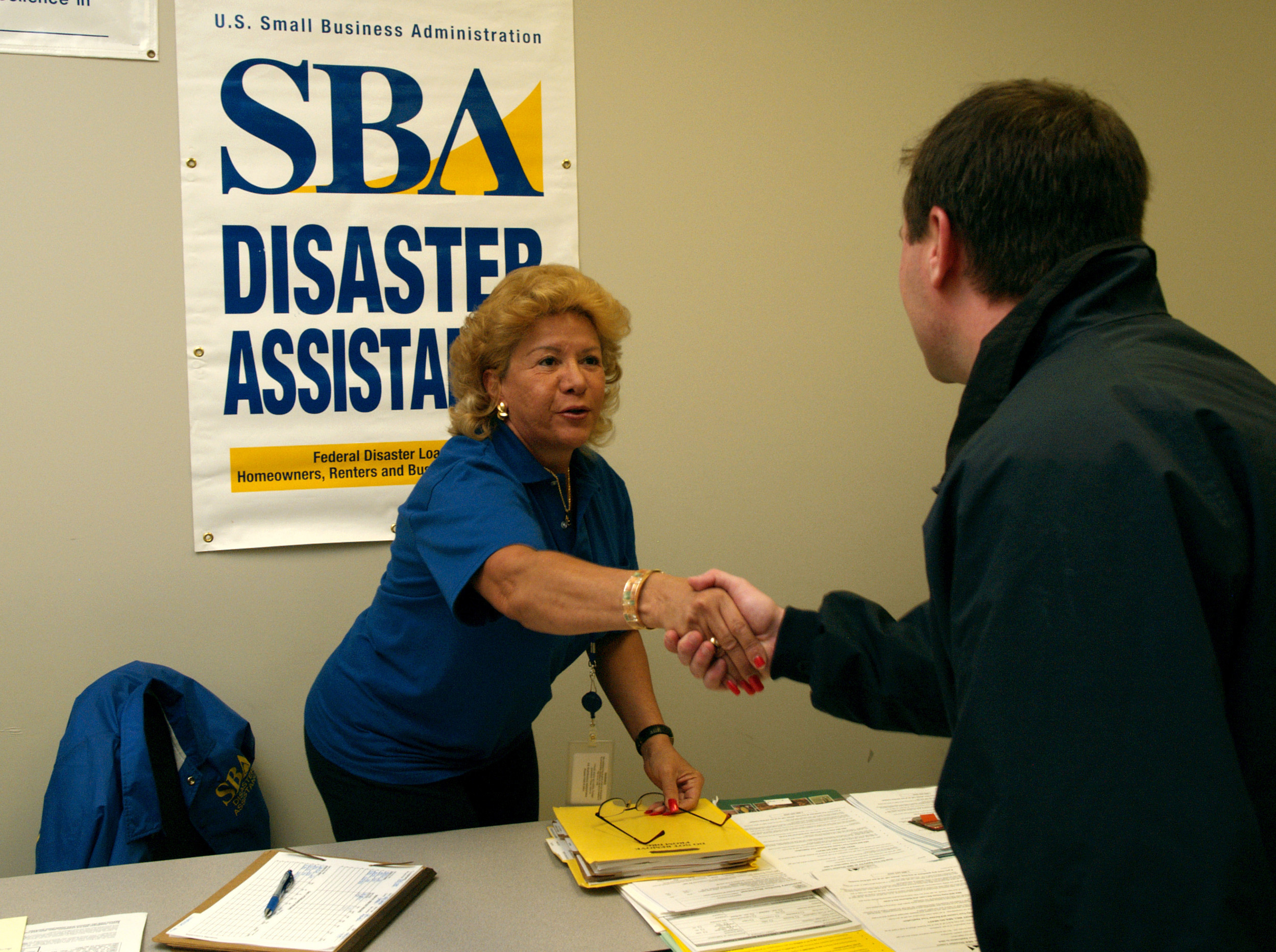
موظفة خدمة العملاء أثناء مقابلة عميل وجه لوجه

الانطباعات الأولى مهمة جدًا في هذه الوظيفة. في اللحظة التي يبدأ فيها الشخص بالتواصل مع العميل، يتم الحكم عليه. إن الطريقة التي يتواصل بها الشخص مع العميل لن تؤثر فقط على كيفية تطور المحادثة، بل على الانطباع العام عن المسؤولية الاجتماعية للشركات والمنظمة التي يمثلونها. هناك مهارات أساسية لخدمة العملاء تحدد أفضل مسؤولي الشركات:
- القدرة على إقامة علاقة مع العملاء.
- حل المشاكل .
- قوي مهارات الاستماع .
- وعي تجاري قوي .
- عمل جماعي
- الرد بشكل فوري على استفسارات العملاء
- الاحتفاظ بسجلات التواصل مع العملاء ومعاملاتهم وتعليقاتهم وشكاويهم
- تقديم التغذية الراجعة حول عملية خدمة العملاء
- تحقيق وضمان رضا العملاء .
- استخدام لغة بسيطة لشرح الأعطال والمشكلات وشرحها للعملاء بطريقة بسيطة .
- توفير جميع المعلومات التي يحتاجها العميل .
- تحديد أولوية المسائل والشكاوى والمشاكل المُراد التعامل معها .[6][7]

## التدرج الوظيفي

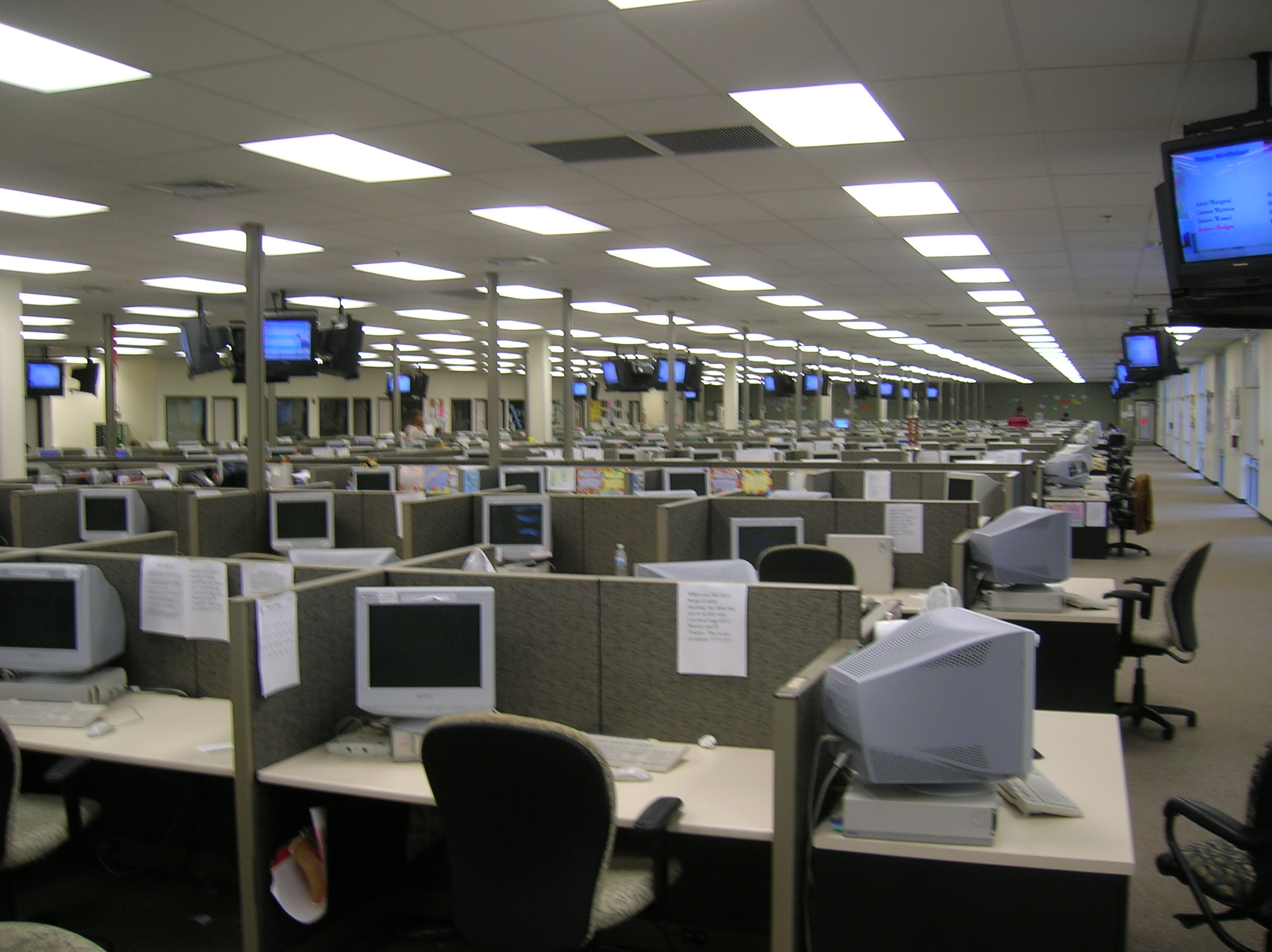
مراكز الاتصالات التي يعمل به موظف خدمة العملاء

هناك من يُشرف على موظف خدمة العملاء وهو مدير قسم خدمة العملاء الذي يلجأ إليه موظفي وأعضاء فريق خدمة العملاء في حال وجود مشاكل كبرى أو أمور لا يُمكن حلها سوى بوجود مدير خدمة العملاء وبالطبع يُمكن لموظف خدمة العملاء أن يترفَّع إلى منصب إداري كمدير القسم بعد الحصول على القدر الكافي من الخبرة التي تؤهله لأنُ يتعامل مع الزبائن بطريقة محترفة تفوق الاعتيادي.

## الراتب

### الراتب حسب المنطقة
الشرق الأوسط: متوسط إلى مرتفع
دول الخليج: متوسط إلى مرتفع
أوروبا: متوسط

### حاجة سوق العمل حسب المنطقة
الشرق الأوسط: متوسطة
دول الخليج: متوسطة
أوروبا: منخفضة
على الرغم من أن الأرباح قد تختلف، فإن متوسط الراتب في عام 2023 كان 116 دولارًا في الشرق الأوسط. عادةً ما يتمتع الأشخاص في هذه الوظيفة بخبرة أقل من 20 عامًا. المهارات المرتبطة بالأجور المرتفع لهذه الوظيفة هي تلك الموجودة في مقاييس خدمة العملاء، والتواصل الشفهي واللفظي.